# Battersea Power Station

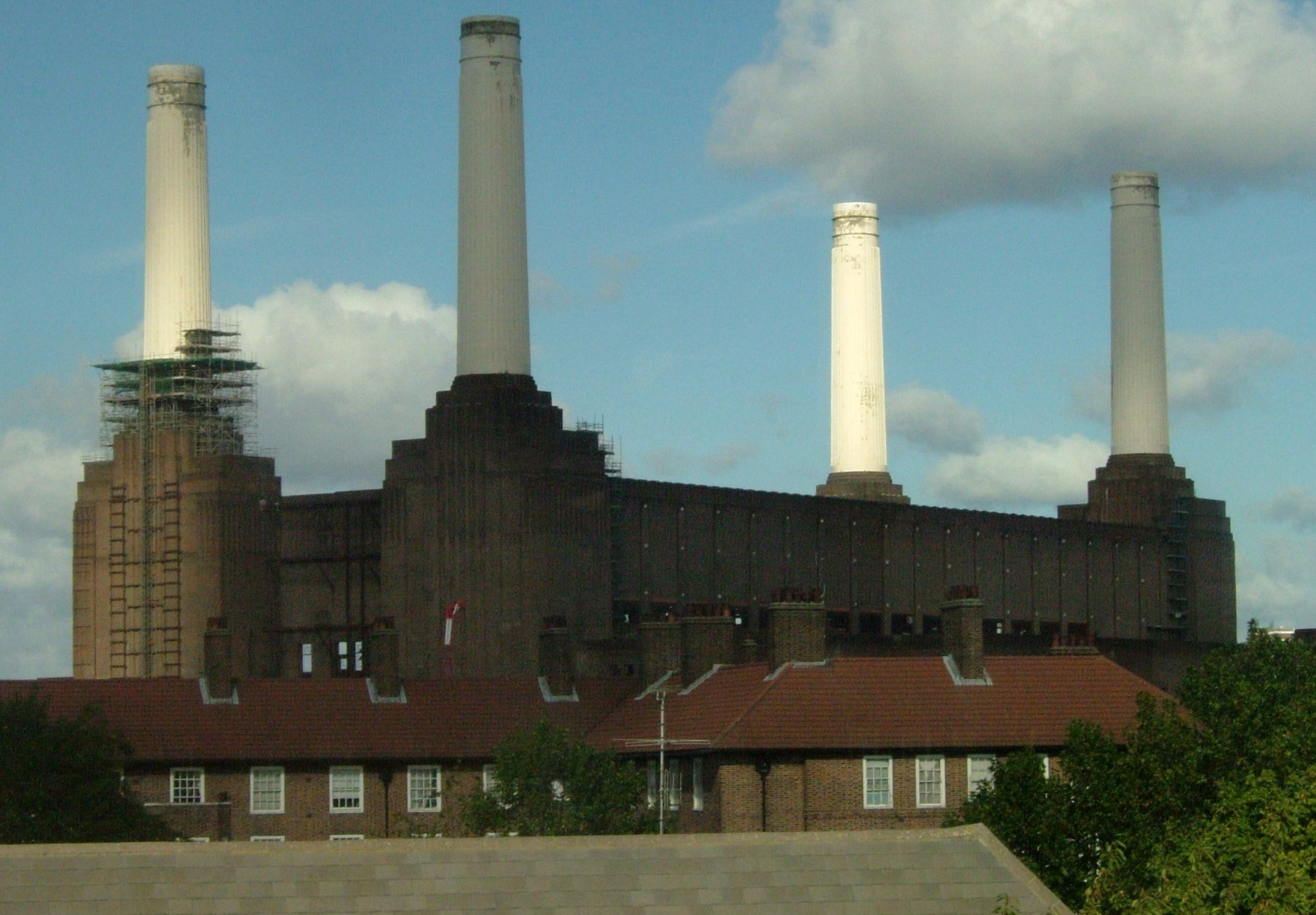
Battersea Power Station vue depuis un Eurostar arrivant à la Gare de Londres-Waterloo

La Battersea Power Station est une des premières grandes centrales électriques au charbon d'Angleterre. La production a été arrêtée en 1983. Devenu un bâtiment historique londonien c'est, depuis 2007, un monument classé de Grade II*.

## Emplacement
La Battersea Power Station se situe au sud-ouest de Londres, sur la rive sud de la Tamise, code postal : SW11, non loin des lignes ferroviaires menant à la gare Victoria.

## Historique

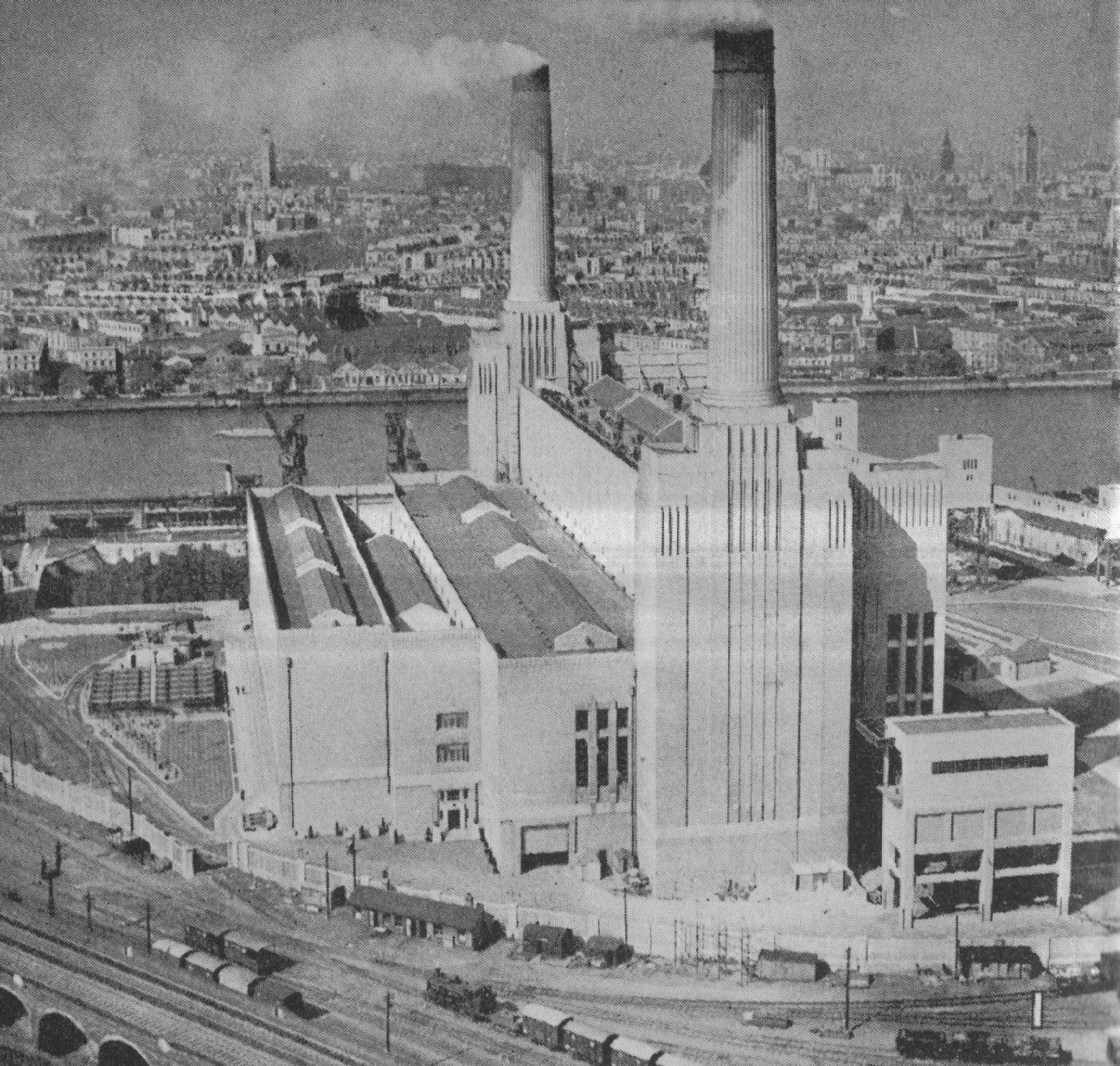
La centrale en 1934, avec ses deux cheminées.

Au tout début du développement de l'électricité, des compagnies privées se partageaient le marché, ce qui rendait la couverture plus ou moins dense selon les endroits. Dans les années 1920, le gouvernement décida alors de créer une compagnie d'État qui gérerait l'ensemble du réseau. Cette décision souleva des réactions chez les producteurs d'électricité. La privatisation ne se fera que plus tard : en 1925, un groupe de producteurs se regroupa pour former une compagnie capable de construire de très grosses centrales pour Londres, ce sera la naissance de la London Power Company.
En 1935, la centrale thermique bénéficie du plus grand turbo-alternateur à vapeur d'Europe, d'une puissance de 105 MW, fabriqué par le motoriste de Manchester, MetroVick.
Le premier projet est dessiné par Giles Gilbert Scott, le même que celui de la centrale de Southwark (l'actuelle Tate Modern). Au départ, elle n'est dotée que de deux cheminées avec un intérieur Art déco, sa construction dure de 1929 à 1939 et la seconde partie est rajoutée entre 1953 et 1955 dans le même style pour ce qui concerne l'extérieur. C'est le bâtiment en briques le plus grand d'Europe. La production de la partie la plus ancienne est arrêtée en 1975 et la plus récente en 1983.

## Après l'arrêt
Parkview (en), propriétaire depuis 1983, a investi 500 millions de livres[réf. nécessaire] pour construire hôtels, appartements, restaurants panoramiques et même un théâtre et un cinéma sur le site déclaré monument classé de Grade II en 1980,. Une liaison ferroviaire avec la gare Victoria est prévue[réf. nécessaire].
Le 4 mai 2012, devant une impossibilité d'agrandir son stade actuel de Stamford Bridge, le milliardaire russe Roman Abramovitch, propriétaire du club de Chelsea, annonce avoir fait une offre pour le rachat de ce site dans le but d'en faire son nouveau stade.

En janvier 2013, c'est finalement un consortium malaisien, Battersea Power Station Development Company, qui prend en charge, pour 520 millions de livres, l'avenir de ce site de 16 hectares. Le projet, qui prévoit un hôtel de luxe, des logements et un centre commercial, est annoncé pour 8 milliards de livres. Il est confié à l'architecte uruguayen Rafael Viñoly ; la participation de Frank Gehry et Norman Foster est également annoncée. En 2018, l'ancienne centrale est revendue à deux fonds d'investissement malaisiens pour 1,8 milliard d'euros. Les projets de rénovation prévoient l’aménagement d'appartements de luxe et l'implantation de bureaux. Apple annonce vouloir y installer son siège britannique, pour accueillir 1 400 employés. Mais au printemps 2020, la pandémie de Covid-19 met un coup d'arrêt temporaire aux travaux engagés. Le site ouvre au public en octobre 2022.

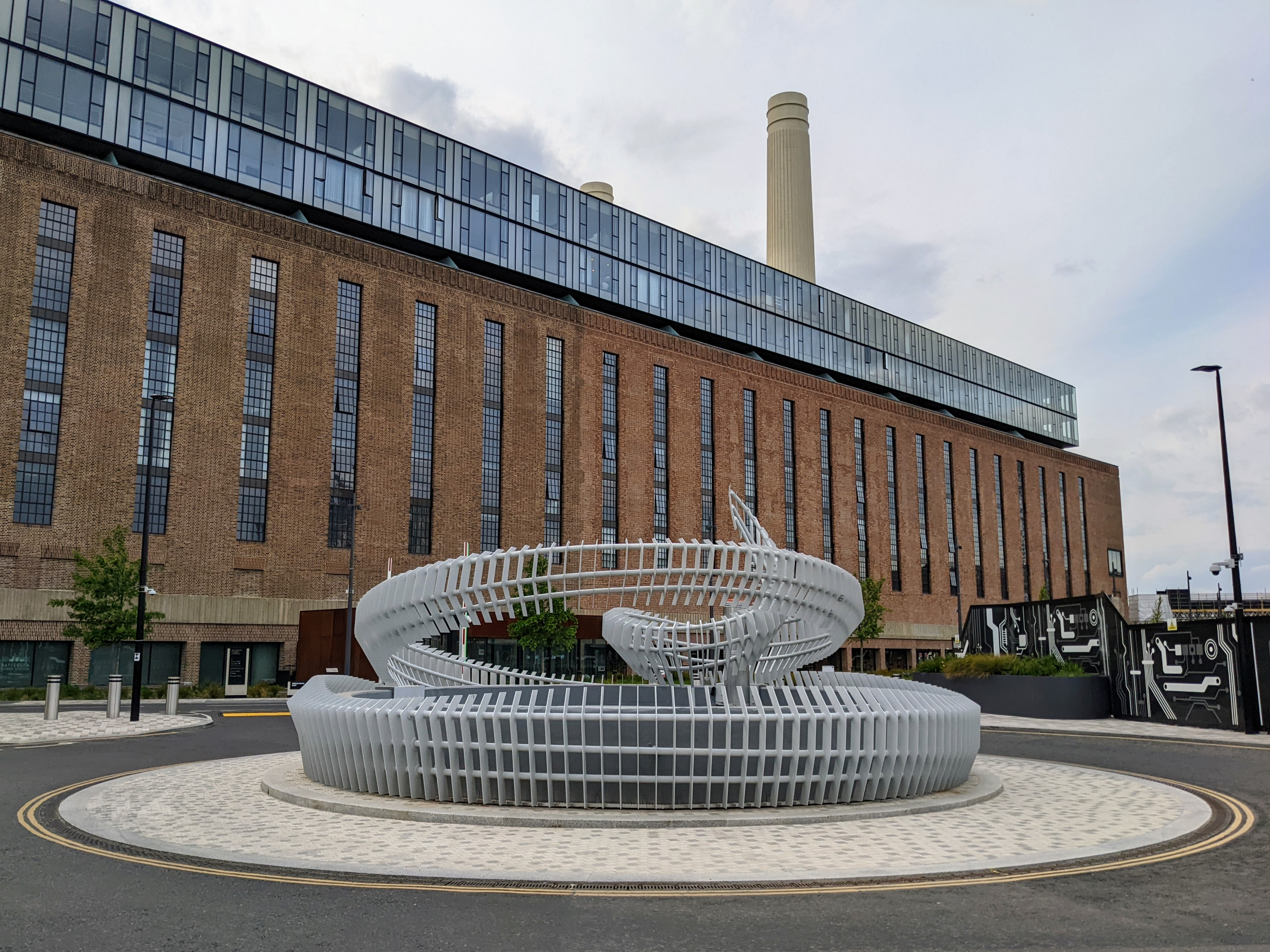
Le site rénové en 2022
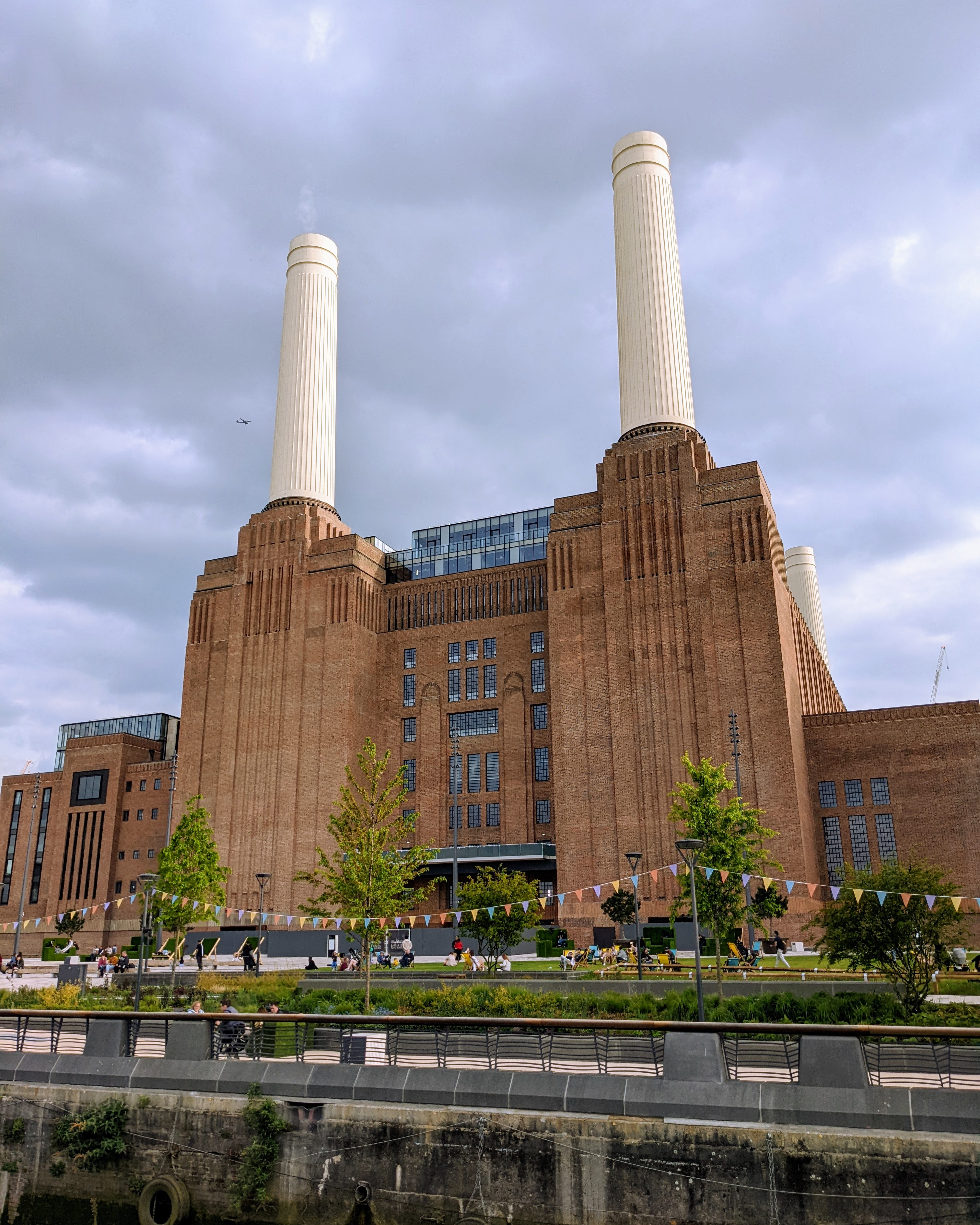
Extérieur en 2022
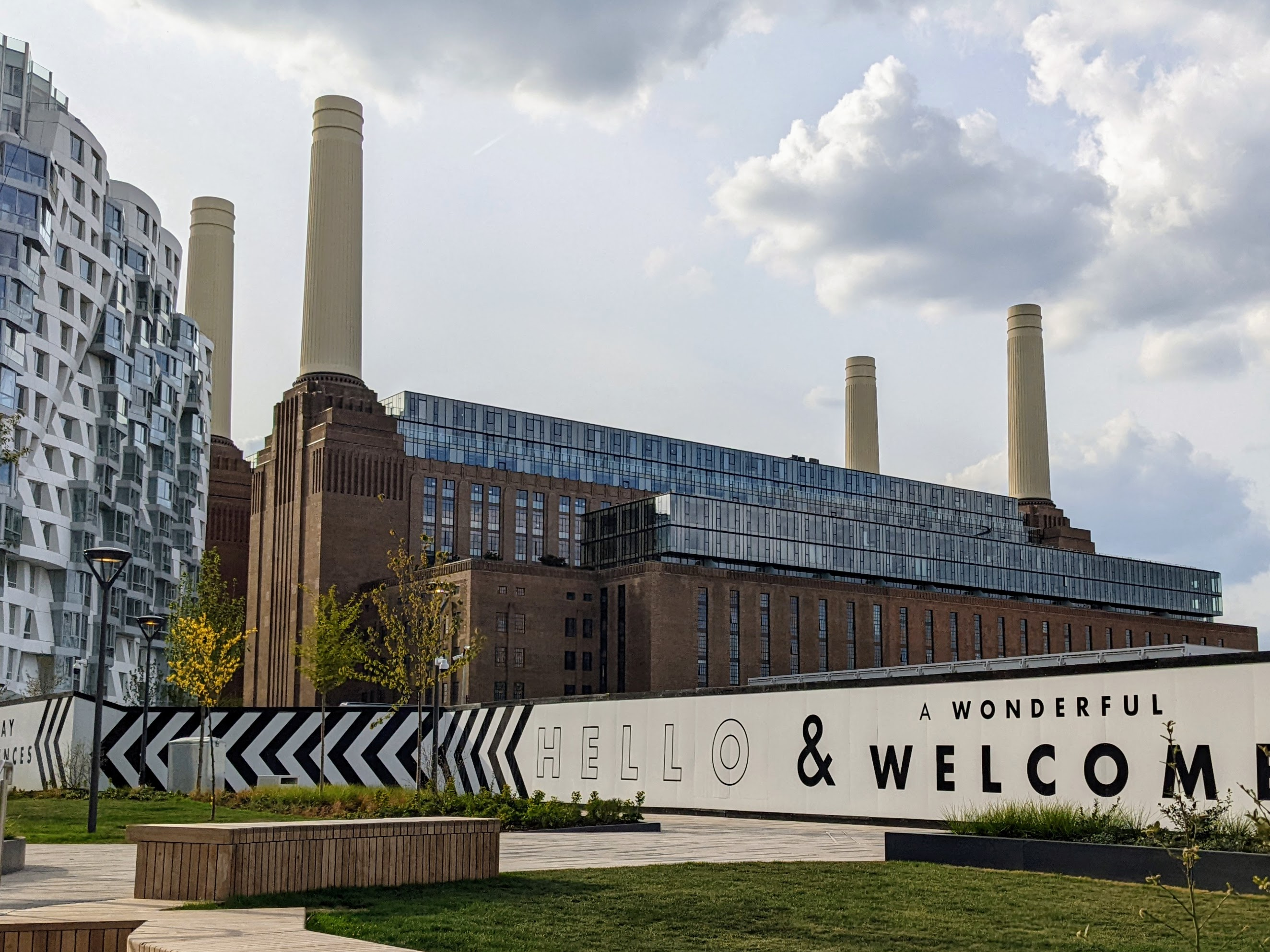
Le nouveau site
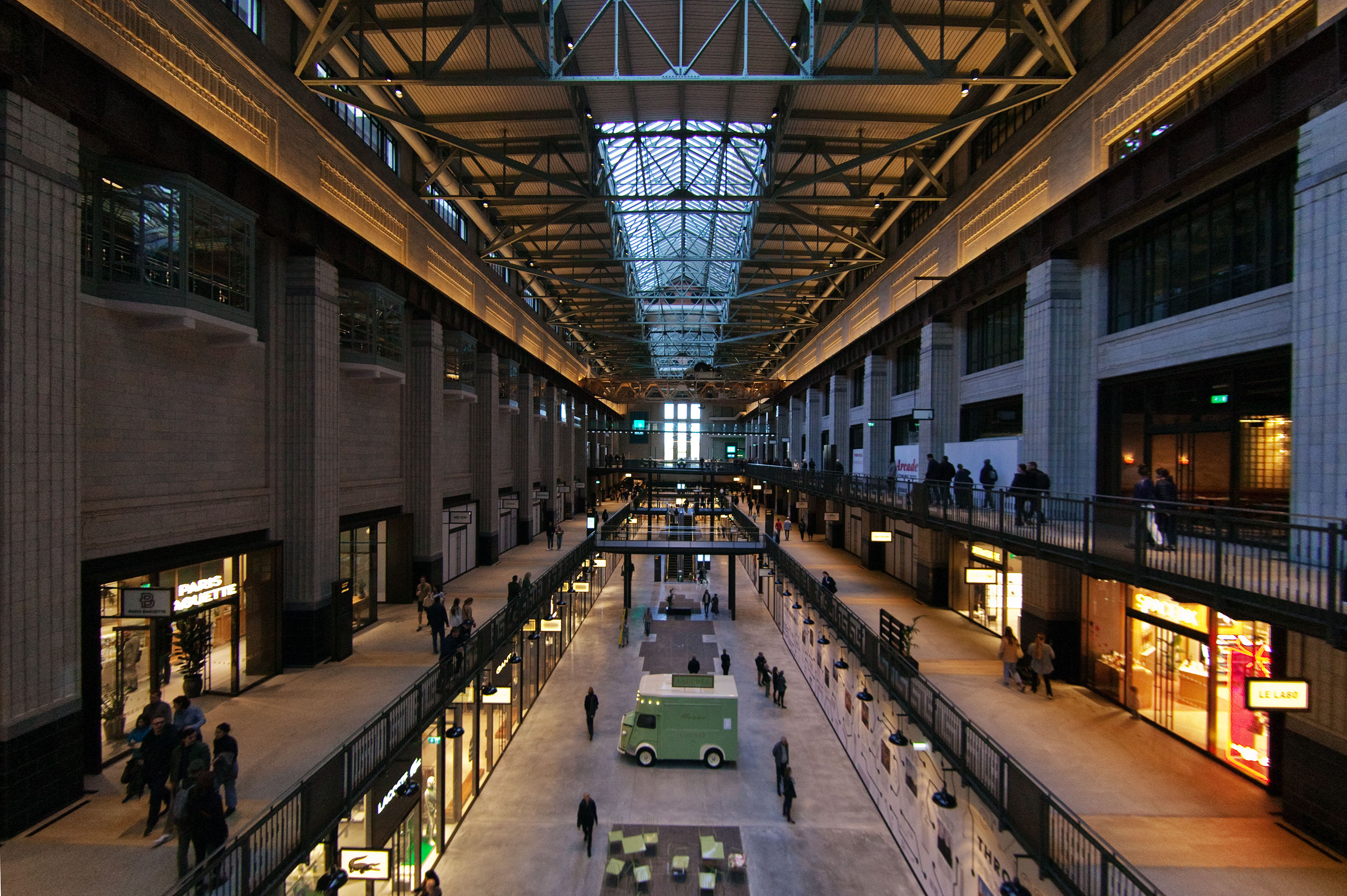
Intérieur ouvert en 2022

## Transports
L'édifice est accessible par la station Battersea Power Station sur la ligne Northern du métro de Londres, ainsi que par les lignes de bus no 156, 344 et 436.

## Culture
La centrale figure sur la pochette de l'album Animals (1977) du groupe de rock progressif  Pink Floyd avec un ballon en forme de cochon rose volant, ainsi que dans le livret intérieur de l'album Quadrophenia (1973) des Who. Elle est également visible en 1979 dans le clip de Jumping Someone Else's Train du groupe The Cure et le clip (Si Si) Je Suis Une Rockstar de Bill Wyman. En juillet 2009, la centrale accueille le groupe britannique Muse pour une séance photo accompagnant la sortie de leur cinquième opus, The Resistance.
Elle apparaît dans le film Nanny McPhee et le Big Bang, dont l'action se situe durant la Seconde Guerre mondiale ; on aperçoit brièvement, au milieu de ballons de barrage, un ballon en forme de cochon volant entre les deux premières cheminées, comme sur la pochette de l'album de Pink Floyd.
L'édifice apparaît également dans Les Fils de l'Homme de Alfonso Cuarón, comme étant l'« Arche des Arts » (Ark of Arts), un bâtiment où sont entreposées des œuvres rescapées du chaos qui s'est emparé de la Terre dans un futur proche (on y aperçoit d'ailleurs le ballon en forme de cochon volant, de la pochette d'Animals de Pink Floyd).
La centrale électrique abandonnée de Battersea sert de décor à une scène de la série britannique Sherlock (saison 2 : épisode A Scandal in Belgravia).
La centrale joue un rôle important dans le double épisode Le Règne des Cybermen de la série Doctor Who, puisque c'est là que, dans un univers parallèle, les humains sont tués et convertis en Cybermen.
Elle est aussi utilisée dans l'album de bande dessinée Les Aventures de Philip et Francis : Menaces sur l'Empire, comme base pour Olrik.
Dans le clip One Thing des One Direction, datant de 2011, lors du premier couplet, elle apparaît en fond, alors que les 5 membres du groupe 
britannique s'amusent sur la pelouse dans Battersea Park.
Plus récemment, on la voit dans le clip de Drake, Nice for What (2018), où l'actrice Letitia Wright se tient au pied d'une des cheminées.